# 1079
Năm 1079 trong lịch Julius.